# The Future Sound of London
The Future Sound of London (muitas vezes abreviado para FSOL) é uma banda de música eletrônica britânica composta por Garry Cobain (às vezes denominado como Gaz Cobain) e Brian Dougans. A dupla é muitas vezes conhecida por levar as fronteiras do experimentalismo da música eletrônica e o pioneirismo de uma nova era da dance music. Embora rotulados com frequência como música ambiente, Cobain e Dougans geralmente resistem ao serem estereotipados em qualquer gênero em particular. Os trabalhos abrangem muitas áreas da música eletrônica, como o ambient techno, house music, trip-hop, ambient dub e acid techno.

## Discografia
- Accelerator (1991)
- Lifeforms (1994)
- ISDN (1995)
- Dead Cities (1996)
- The Isness (2002) (como Amorphous Androgynous, exceto nos Estados Unidos)
- Environments (2007)
- Environments II (2008)
- Environments 3 (2010)
- Environments 4 (2012)
- Environment Five (2014)